# Hvang Szonhong
Hvang Szonhong (Yesan, 1968. július 14. –) dél-koreai válogatott labdarúgó, edző.

## Fordítás
- Ez a szócikk részben vagy egészben  a   Hwang Sun-hong című angol Wikipédia-szócikk fordításán alapul.  Az eredeti cikk szerkesztőit annak laptörténete sorolja fel. Ez a jelzés csupán a megfogalmazás eredetét és a szerzői jogokat jelzi, nem szolgál a cikkben szereplő információk forrásmegjelöléseként.